# Ernest Corominas
Pour les articles homonymes, voir Corominas.
Ernest Corominas i Vigneaux (Barcelone, 1913 - Lyon, 1992), est un mathématicien hispano-français 

## Biographie
Fils de l'écrivain et homme politique Pere Coromines et de la pédagogue Célestine Vigneaux.
Il est le frère du linguiste Joan Coromines.
Il a fait des études supérieures de mathématiques et d'architecture à l'université de Barcelone où il a été diplômé en 1936. Quelques mois après éclate la Guerre d'Espagne et il rejoint les rangs de l'armée républicaine en tant qu'officier du génie. En 1939 il arrive en France où il restera quelques mois avant d'embarquer sur le Winnipeg, en compagnie d'autres réfugiés espagnols, à destination de Santiago du Chili. Il travaillera environ six mois au Chili en tant qu'architecte puis il part en 1940 pour l'Argentine où Julio Rey Pastor, élève de Constantin Carathéodory et grande figure du monde mathématique hispanique, lui offre un poste d'assistant à l'université de Buenos Aires.
En 1941 il est nommé professeur titulaire à l'université de Cuyo à Mendoza où il enseignera les mathématiques financières jusqu'en 1946 date à laquelle il est, comme nombre de ses collègues, « remercié » par le général Perón. C'est au cours de cette période qu'il fait la connaissance puis épouse Marie Edith Guevara, cousine du célèbre guérillero Che Guevara.
En 1947, après quelques mois passé à l'université de Rosario, il retourne en Europe et arrive à Paris où Arnaud Denjoy vient de lui offrir un poste d'assistant de recherches au CNRS. Il y soutient sa thèse de doctorat en 1952 sous la présidence d'A. Denjoy. Après cette période parisienne qui voit l'accomplissement de ses travaux d'analyse et la naissance de ses trois enfants, il décide de retourner à Barcelone où Rey Pastor lui offre un poste au CSIC (équivalent espagnol du CNRS).
En 1955 il part seul pour Princeton, invité par l'Institute for Advanced Study. À son retour à Barcelone il retrouve une ambiance décevante pour lui et décide en 1960 de partir pour le Venezuela où il sera professeur à l'université de Caracas jusqu'en 1964. Cette année voit la fin de ses pérégrinations et il se fixe définitivement en France, à Lyon. Il est naturalisé français en 1966. Jusqu'en 1973 il occupe un poste de professeur associé à l'université Claude-Bernard puis il est professeur titulaire jusqu'à son départ à la retraite en 1982 où il est nommé professeur émérite. Pendant ces années à Lyon il était directeur de thèse de plusieurs mathématiciens, dont Robert Bonnet et Maurice Pouzet.
Au cours de ces années à l'université de Lyon, il poursuit ses recherches dans le domaine des ensembles ordonnés et il fonde le Laboratoire d'algèbre ordinale. Conservant une passion intacte pour la recherche il a continué, jusqu'à sa mort, de suivre avec une grande attention les activités du laboratoire et celle de la communauté scientifique travaillant dans le domaine de l'algèbre ordinale.